# Manent-Montané
Manent-Montané é uma comuna francesa na região administrativa de Occitânia, no departamento de Gers. Estende-se por uma área de 7,45 km². Em 2010 a comuna tinha 92 habitantes (densidade: 12,3 hab./km²).